# Michelsberg (Ulm)
Der Michelsberg ist ein Berg in Ulm mit einer Höhe von 590 m ü. NHN. Er liegt etwa 110 m über dem Niveau des Münsterplatzes (etwa 480 m ü. NHN) in Ulm.
Der Michelsberg liegt – jeweils getrennt durch einschneidende Täler – zwischen dem westlich gelegenen Eselsberg (621 m) und dem östlich gelegenen Safranberg (555 m). Wie seine beiden Nachbarberge bildet er einen Ausläuferhügel am südlichen Rand der Schwäbischen Alb.
Seinen Namen verdankt er einem Ende des 12. Jahrhunderts auf dem Berg errichteten Kloster, das dort ein Hospiz für Pilger und Arme betrieb und dessen Nachfolgeeinrichtung heute die Kirche St. Michael zu den Wengen in der Ulmer Innenstadt ist. Mitte des 16. Jahrhunderts wurde die Anlage auf dem Berg abgerissen.

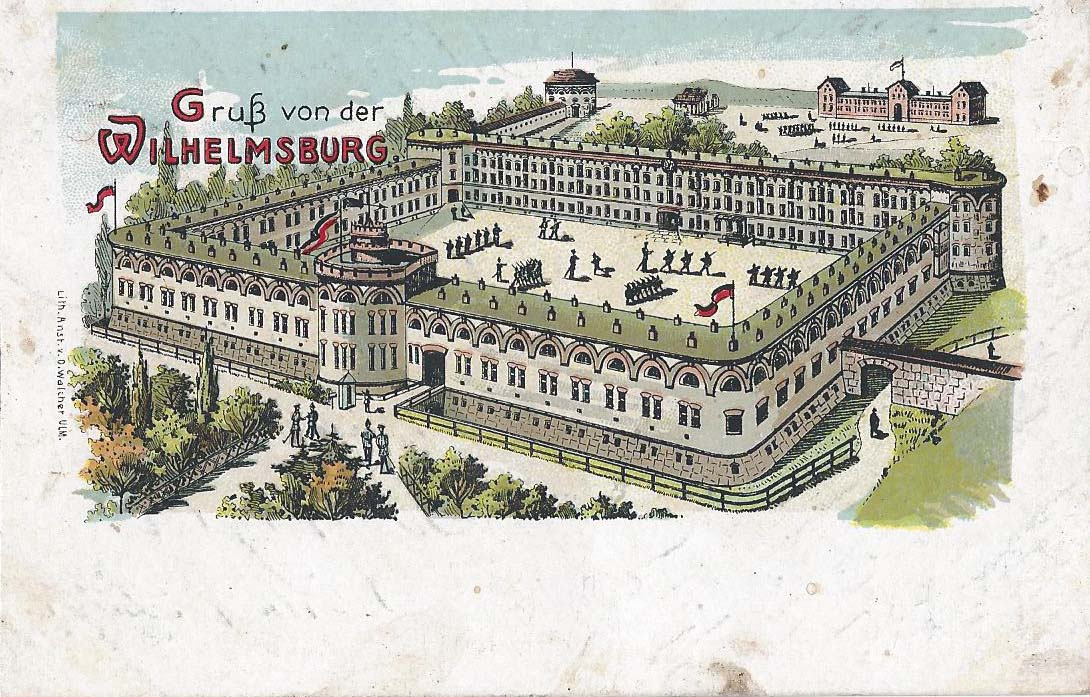
Postkarte mit der Wilhelmsburg (1904)

Bis ins 17. Jahrhundert wurde der Südhang als Weinberg genutzt, anschließend entstanden dort Gartenanlagen. Am 15. Oktober 1805 nahmen Napoleons Truppen im Zuge des dritten Koalitionskriegs den Michelsberg ein, was zur Schlacht bei Ulm führte. Nach Napoleons endgültiger Niederlage 1815 wurden auf dem Wiener Kongress erste Überlegungen zur Sicherung der deutschen Staaten „nach Innen“ diskutiert. Jedoch erst die Rheinkrise von 1840/41 bewegte die Mitglieder des Deutschen Bunds zu einer Einigung und dem Beschluss zum Aus- und Neubau diverser Festungen, u. a. der Bundesfestung Ulm, die zwischen 1842 und 1859 entstand. Auf dem Gipfel des Michelsberg stehen mit der Zitadelle Wilhelmsburg (Bauzeit 1842 bis 1847) und der nördlich anschließenden Wilhelmsfeste (Bauzeit 1842 bis 1857) die beiden Hauptwerke der Festung.
Ab 1870 entstanden neue Wohnbauten an den Hängen und ab Anfang des 20. Jahrhunderts das „Villenviertel“ inmitten der Gartenanlagen.